# Kahn Fotualiʻi
Kahn Faʻasega Fotualiʻi (ur. 22 maja 1982 w Auckland w Nowej Zelandii) –  nowozelandzki rugbysta samoańskiego pochodzenia, reprezentant Samoa, uczestnik Pucharu Świata w 2011 roku. Występuje na pozycji łącznika młyna, a niekiedy także łącznika ataku.

## Kariera klubowa
Urodzony w Auckland Fotualiʻi, którego ojciec jest Samoańczykiem, ukończył lokalną Onehunga High School. Choć wcześniej grał już w rugby (w 2002 roku zdobył nawet mistrzostwo amerykańskiej drugiej ligi z zespołem z New Haven), to jednak na poważnie tym sportem zajął się w 2005 roku. Rok wcześniej, w ramach rozrywki i zajęcia wolnego czasu dołączył do nowozelandzkiej drużyny Nelson Bays. Tam też zadebiutował w rozgrywkach National Provincial Championship.
Kiedy w 2006 roku w wyniku fuzji Nelson Bays i Marlborough powstała drużyna Tasman Rugby Union, Fotualiʻi zdobył pierwsze przyłożenie w historii zespołu. W roku 2008 został wybrany do ekipy Crusaders, drużyny reprezentującej związki Canterbury Rugby Football Union oraz Tasman Rugby Union w rozgrywkach Super 14. Choć w szerokim składzie treningowym Krzyżowców Fotualiʻi znalzał się już w roku poprzedzającym, to jednak zadebiutował dopiero 15 lutego 2008 roku w pojedynku z australijskimi Brumbies. W 2008 roku Crusaders zostali mistrzami Super 14, jednak na swoje pierwsze przyłożenie w tych rozgrkach Samoańczyk musiał poczekać do meczu z Cheetahs w kwietniu 2009 roku.
Na przełomie lat 2009 i 2010 zmienił barwy klubowe na poziomie regionalnym, przechodząc do Hawke’s Bay. Dobra postawa w Super 14 w sezonie 2010 zaowocowała wyborem Kahna do piętnastki sezonu tych rozgrywek
W marcu 2011 roku ogłoszono transfer reprezentanta Samoa do walijskiej drużyny Ospreys, który sfinalizowano po zakończeniu Pucharu Świata, który odbywał się w Nowej Zelandii. Reprezentacyjny łącznik młyna związał się z klubem ze Swansea dwuletnią umową.

## Kariera reprezentacyjna
W trakcie dobrego sezonu 2010 wielu sądziło, że powołanie Fotualiʻi do reprezentacji Nowej Zelandii pozostaje jedynie kwestią czasu. Sam zawodnik deklarował, że choć jego marzeniem było reprezentowanie kraju ojca, to z drugiej strony, jak każdy wychowany w Nowej Zelandii, pragnął zagrać dla All Blacks. Po konsultacji z rodziną odrzucił powołanie w szeregi Manu Samoa na Puchar Oceanii z nadzieją na powołanie do drużyny Nowej Zelandii.  Ostatecznie trapiony przez kontuzje kolana Fotualiʻi nie otrzymał szansy wystąpienia w nowozelandzkiej czarnej koszulce, jednak już 30 października zadebiutował w barwach Manu Samoa. W swoim pierwszym występie w kadrze zdobył jedyne przyłożenie w meczu z Japonią, przechylając szalę zwycięstwa na stronę Samoa.
W 2011 roku wraz z Manu Samoa wziął udział w Pucharze Świata, gdzie zdobył 10 punktów w 4 meczach. Samoa zajęło trzecie miejsce w grupie, zapewniając sobie automatyczną kwalifikację do kolejnej edycji tej imprezy.